# باري مانويل
باري مانويل (بالإنجليزية: Barry Manuel)‏ هو لاعب كرة قاعدة أمريكي، ولد في 12 أغسطس 1965 في مامو في الولايات المتحدة.

## وصلات خارجية
- باري مانويل على موقع الدوري الياباني لكرة القاعدة (الإنجليزية)
- باري مانويل على موقعبيزبول رفرنس.كوم (الدوري الرئيسي) (الإنجليزية)
- باري مانويل على موقعبيزبول رفرنس.كوم (الدوري الثانوي) (الإنجليزية)
- باري مانويل على موقع مشجعي الرسوم البيانية (الإنجليزية)